# Eliton Deola
Eliton Deola (Céu Azul, 19 aprile 1983) è un ex calciatore brasiliano, di ruolo portiere.